# بحيرة مركبا
بحيرة مركبا هي بحيرة صناعية أنشأتها الدولة اللبنانية ضمن مشروع الليطاني، في منطقة البقاع اللبنانية.

## المواصفات
تبلغ سعتها التخزينية حوالي 54 مليون متر مكعب من المياه. تستخدم هذه المياه في الري وفي توليد الطاقة.
ويتم استخدام البحيرة لإنتاج الطاقة الكهربائية بقدرة تصل إلى حوالي 15 ميجاوات من خلال سد مركبا المقام على البحيرة.
وكذلك تستخدم مياه هذه البحيرة لري ولتوصيل مياه الشفة لحوالي 20 قرية في البقاع الغربي من لبنان.